# Éric Poulat
Éric Poulat (født 8. december 1963 i Chaponost, Frankrig) er en fransk fodbolddommer som dømte VM sommeren 2006 i Tyskland. I UEFA Champions League har han dømt 14 kampe siden 2001/2002. Det er blevet til 64 kampe i den franske serie siden 2003/2004 og et par landskampe.

## Karriere

### Kampe i VM som hoveddommer
- Portugal – Iran  (gruppespil)
- Japan – Brasilien  (gruppespil)